# 도림천로
도림천로(道林川路)는 서울특별시 양천구 신정2동 목동중학교에서 구로구 구로3동 구로디지털단지역까지 잇는 왕복 4 ~ 6차선 도로로, 길이는 5.3km이다. 이 도로는 신도림역부터 남쪽은 구로구, 북쪽은 영등포구로 나누는 기준선이다.

## 경유지
서울특별시
- 양천구 - 영등포구 - 구로구/영등포구

## 노선
- 목동중학교 사거리 - 신정교 - 문래2동 - 도림교 - 신도림교 - 대림3동 빗물펌프장 - 거리공원 오거리 - 대림역 - 구로디지털단지역

## 연결 도로
시점인 목동중학교 사거리에서는 천호지길로 통해서 목동로와 연결되며, 종점인 구로디지털단지역에서는 시흥대로와 봉천로가 만난다.